# Bokovo
Bokovo (cyr. Боково) – wieś w Czarnogórze, w gminie Cetynia. W 2011 roku liczyła 38 mieszkańców.